# بوبي دورهام (كاتب أغاني)
بوبي دورهام (بالإنجليزية: Bobby Durham)‏ هو كاتب أغاني أمريكي، ولد في 1942 في بيكرسفيلد في الولايات المتحدة.

## وصلات خارجية
- الموقع الرسمي